# Chengzhong (Liuzhou)
Chengzhong léase Cheng-Zhóng (en chino, 城中区; pinyin, Chéngzhōng qū; literalmente, ‘el corazón de la ciudad’) es un distrito urbano urbano bajo la administración directa de la ciudad de Liuzhou, Región Autónoma Zhuang de Guangxi, República Popular China, está rodeada por el río Liu excepto por el norte y representa el asiento de los poderes de la ciudad. Cubre una superficie de 77.6 kilómetros cuadrados (30 millas cuadradas) y tenía una población de 166 217 habitantes en 2010.

## Divisiones administrativas
Chengzhong se divide en 7 pueblos que se administran en 6 subdistritos y 1 villa:
- Chengzhong central (城中街道)
- Gongyuan (公园街道)
- Zhongnan (中南街道)
- Shuishang (水上街道)
- Tanzhong (潭中街道)
- Hedong 河东街道)
- Jinglan (静兰街道)
- Villa Baisha (白沙乡)